# Gens Maecia
La gens Maecia era una famiglia plebea di Roma. Prima del tempo di Cicerone, veniva menzionata solo una persona di questa gens, ma le gens Maecia divennero prominente durante il periodo imperiale e ottennero consolato in diverse occasioni. In una lapide sepolcrale, che si trova ad Atri al Colle della Giustizia, c'era la parola di una Aufalena Sfamila, che consacra il monumento a C. Tullio C. F. Frontoni della tribù Maecia.

## Membri
- Spurius Maecius Tarpa, un contemporaneo di Cicerone, raggiunse la sua posizione di critico drammatico nel 54 a.C.
- Marcus Maecius Rufus, proconsole di Bitinia nel regno di Vespasiano
- Marcus Maecius Memmius Furius Placidus, console nel 343 d.C.
- Quintus Maecius, Roman, autore di dodici epigrammi nell'antologia greca [1]
- Lucius Roscius Aelianus Maecius Celer, suffetto console nel 100 d.C.
- Marcus Maecius Celer, suffetto console nel 101 d.C. [3]
- Marcus Pomponius Maecius Probus, console nel 228 d.C.[4]